# Memphis Zoo
Koordinaten: 35° 9′ 0″ N, 89° 59′ 39″ W
Der Memphis Zoo ist der Zoo der Stadt Memphis im US-Bundesstaat Tennessee. Der Zoo wurde 1906 eröffnet. Er ist Mitglied der Association of Zoos and Aquariums (AZA).

## Tierbestand
Im Memphis Zoo werden ca. 500 Tierarten mit rund 4500 Individuen gehalten. Auf artgerechte Haltung sowie die Zucht bedrohter Tierarten wird ausdrücklich Wert gelegt.

## Anlagenkonzept und Zoo-Architektur
Die Fassade des Eingangsbereichs des Zoos ist einer Wandmalerei aus dem Alten Ägypten nachempfunden und zeigt Menschen und Tiere des Alten Ägypten. Die Landschaftsgestaltung innerhalb des Zoos spielt eine Schlüsselrolle, sowohl innerhalb der Gehege als auch entlang der Verbindungswege. Teiche, Wasserfälle, Springbrunnen und Bäche sind neben künstlichen Felsformationen, die sich in die Sicherheitswände der Tiergehege einfügen, wichtige Elemente des Gesamtkonzepts. Weitere Besonderheiten der Landschaftsgestaltung sind eine vielfältige Mischung aus Bäumen, Sträuchern und saisonalen Blumen und Kräutern. Das Zoo-Gelände ist in verschiedene Sektionen unterteilt, die auch architektonisch den Charakter der jeweiligen Region treffen sollen. Beispielsweise ist die Central zone – China, in der u. a. Davidshirsche (Elaphurus davidianus) und Große Pandas (Ailuropoda melanoleuca) gehalten werden, mit Gebäuden im chinesischen Stil sowie mit typisch chinesischer Vegetation gestaltet.

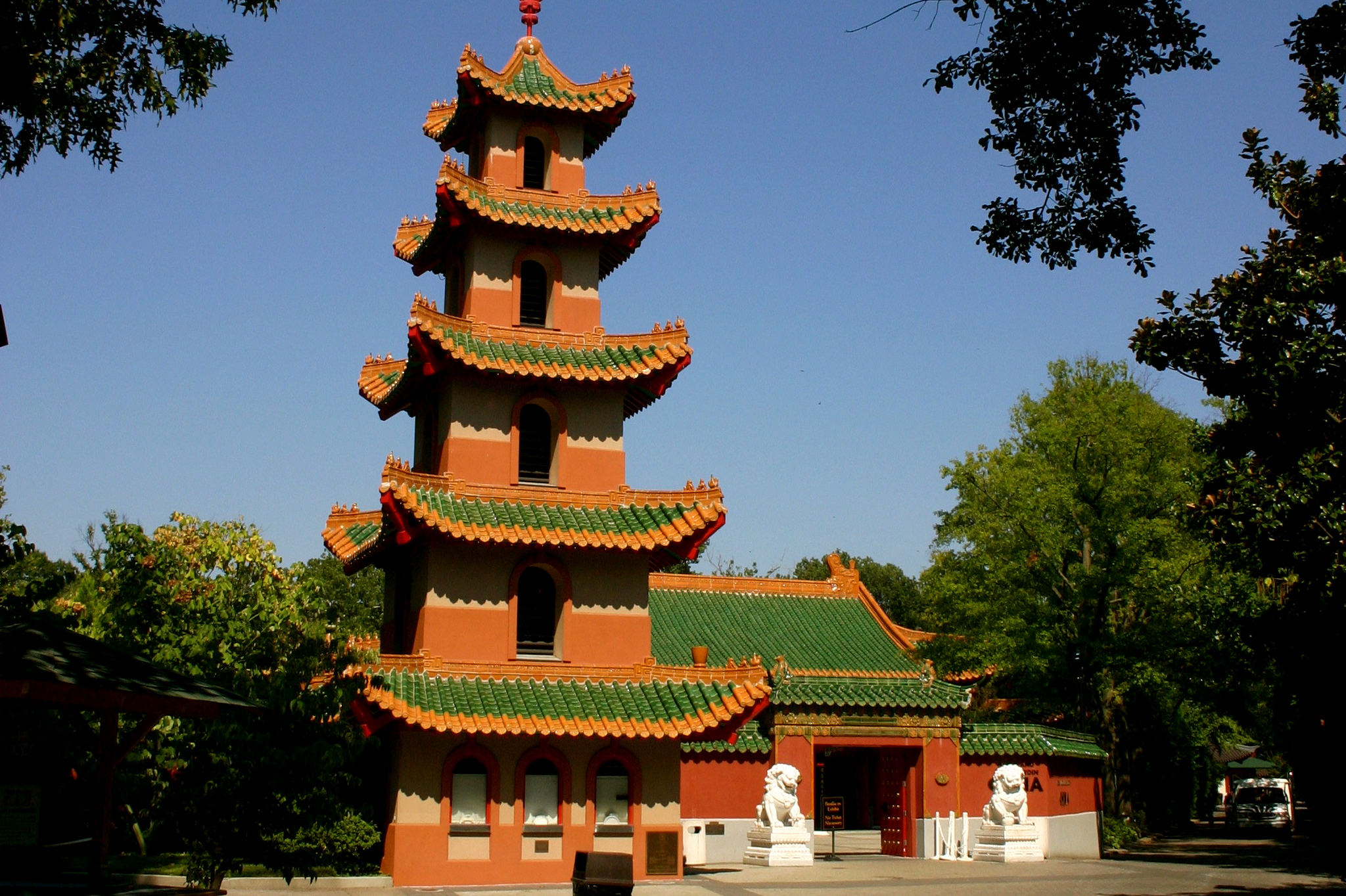
Im chinesischen Stil gestaltetes Gebäude
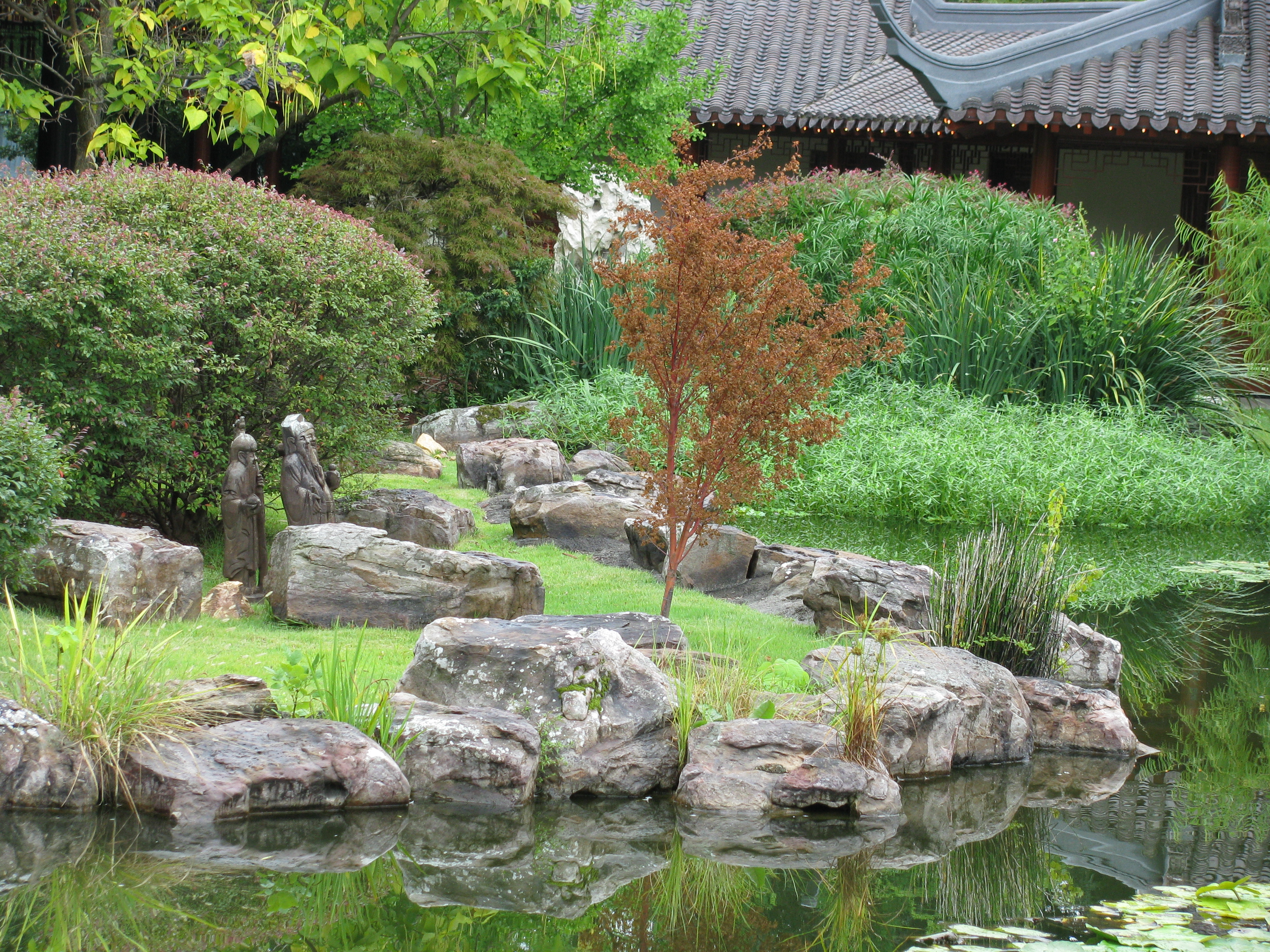
China Exhibit
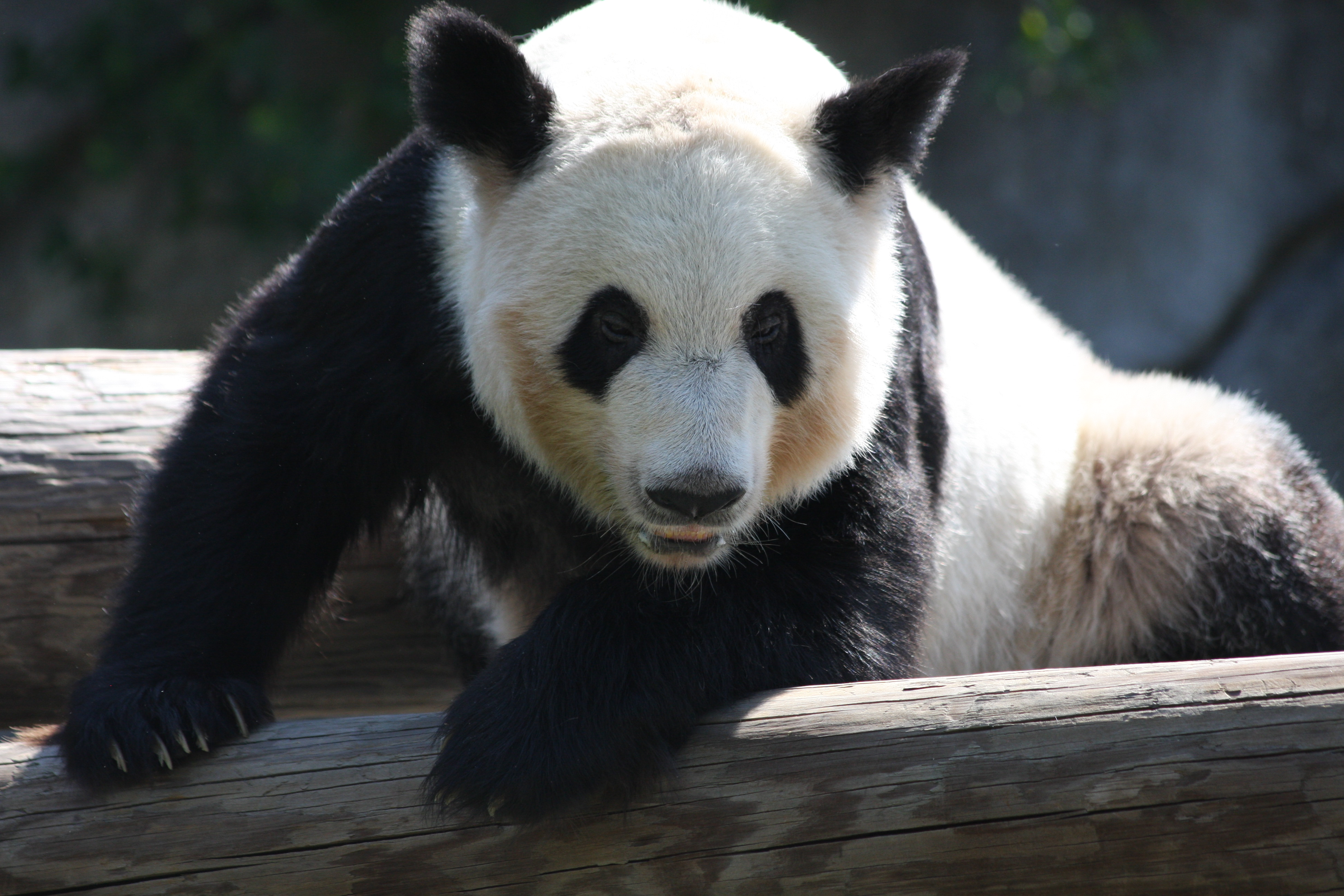
Großer Panda
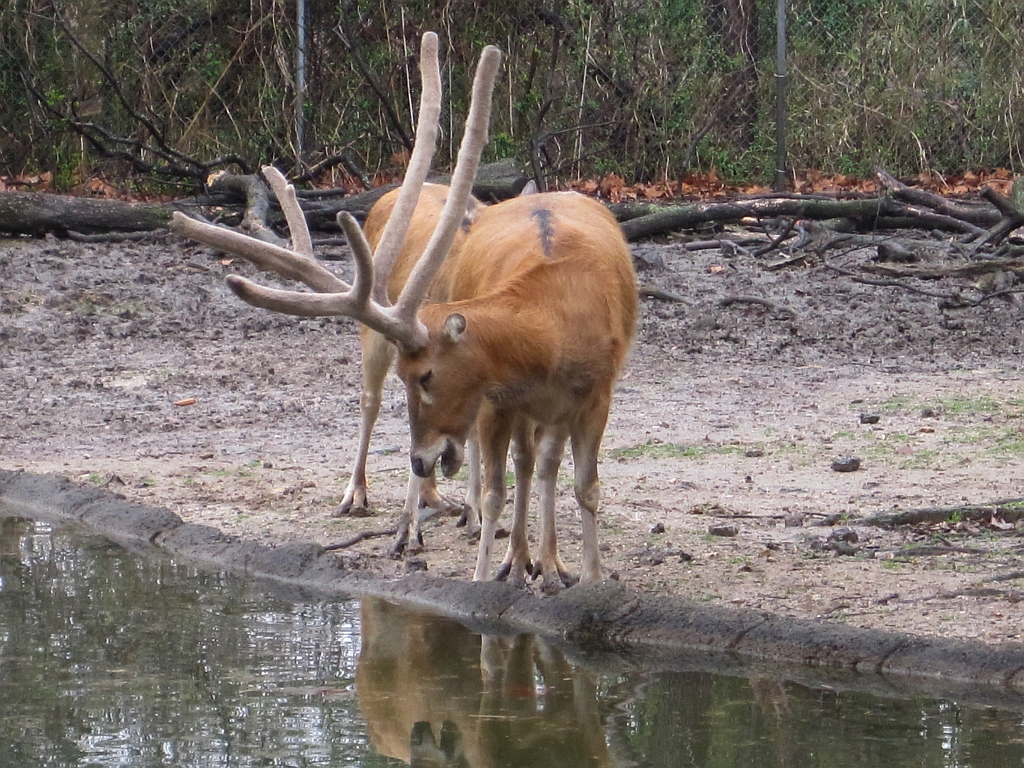
Davidshirsch

Weitere Hauptsektionen im Zoo sind Cat Country für Großkatzen, Primate Canyon für Primaten, Dragon's Lair für den Komodowaran, Animals of the Night das Nachttierhaus, Tropical Bird House ein Haus für tropische Vögel, Herpetarium für Reptilien und Amphibien, Aquarium ein Schauaquarium, African Veldt und Zambezi River Hippo Camp jeweils für Tiere aus Afrika, Penguin Rock für Pinguine sowie Northwest Passage und Teton Trek die beide der Tierwelt Nordamerikas gewidmet sind. Die Abteilung Once upon a Farm zeigt in erster Linie Haustiere und wurde im Stil einer typisch amerikanischen Farm um das Jahr 1900 gestaltet. Eine Sonderausstellung Butterflies: In Living Color! zeigt mehr als 1000 Schmetterlinge in 35 Arten. Dort sind auch über 50 Pflanzensorten angebaut, von denen sich die Schmetterlinge und ihre Raupen ernähren können. Nachfolgend sind einige ausgewählten Arten aus dem Tierbestand des Zoos sowie einige Tierhäuser gezeigt.

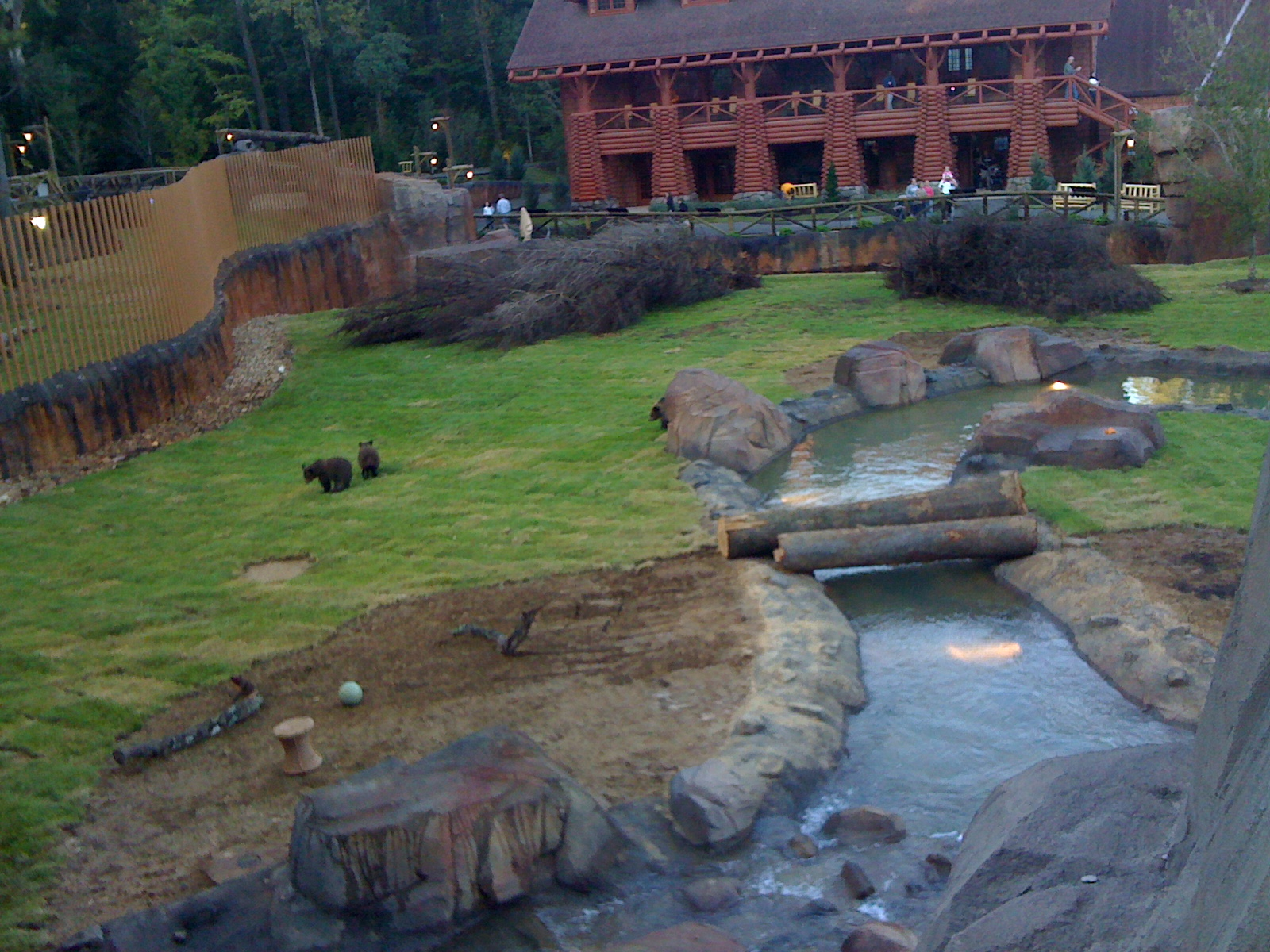
Bären-Freianlage im Teton Trek
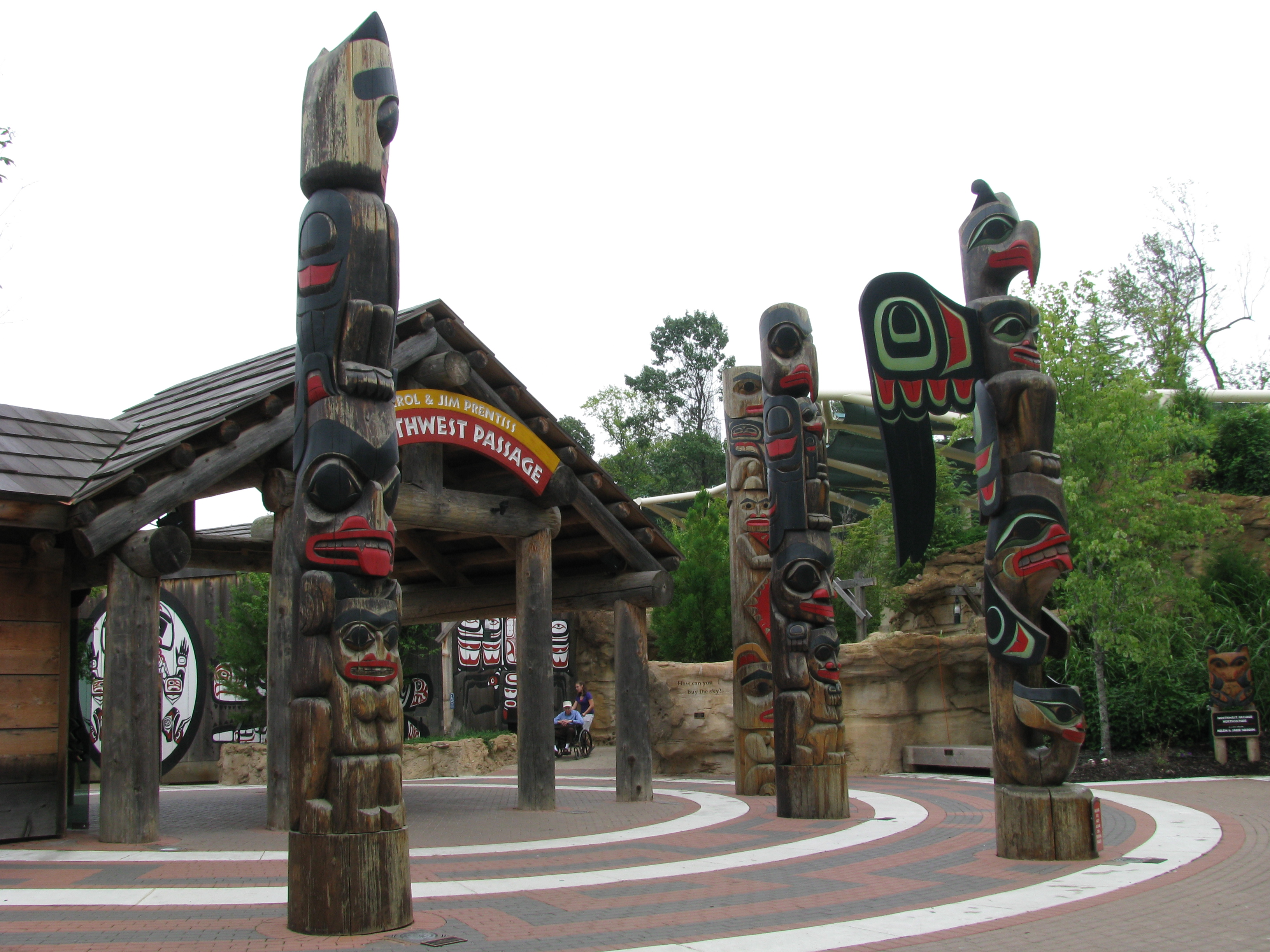
Eingang Northwest Passage
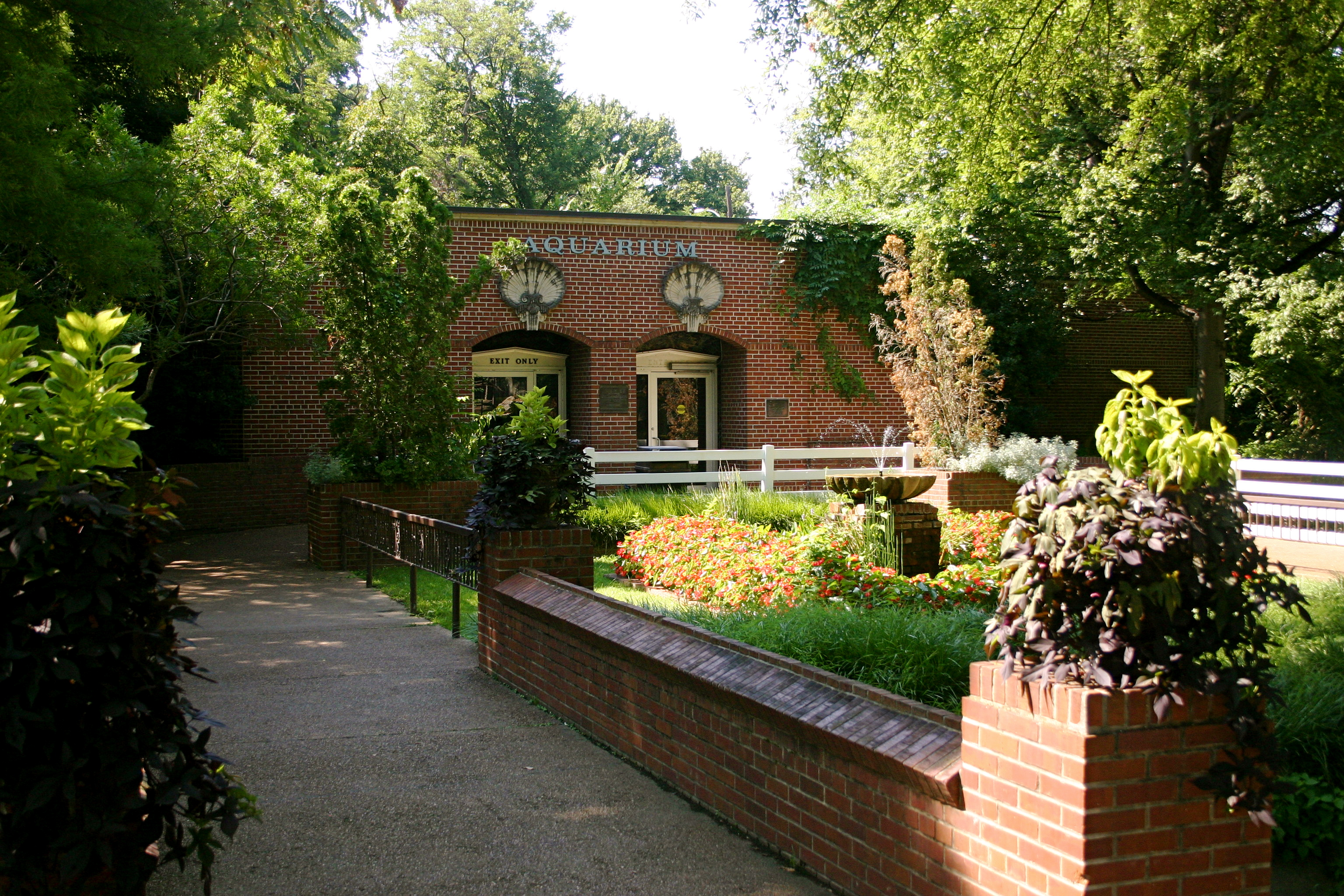
Schauaquarium
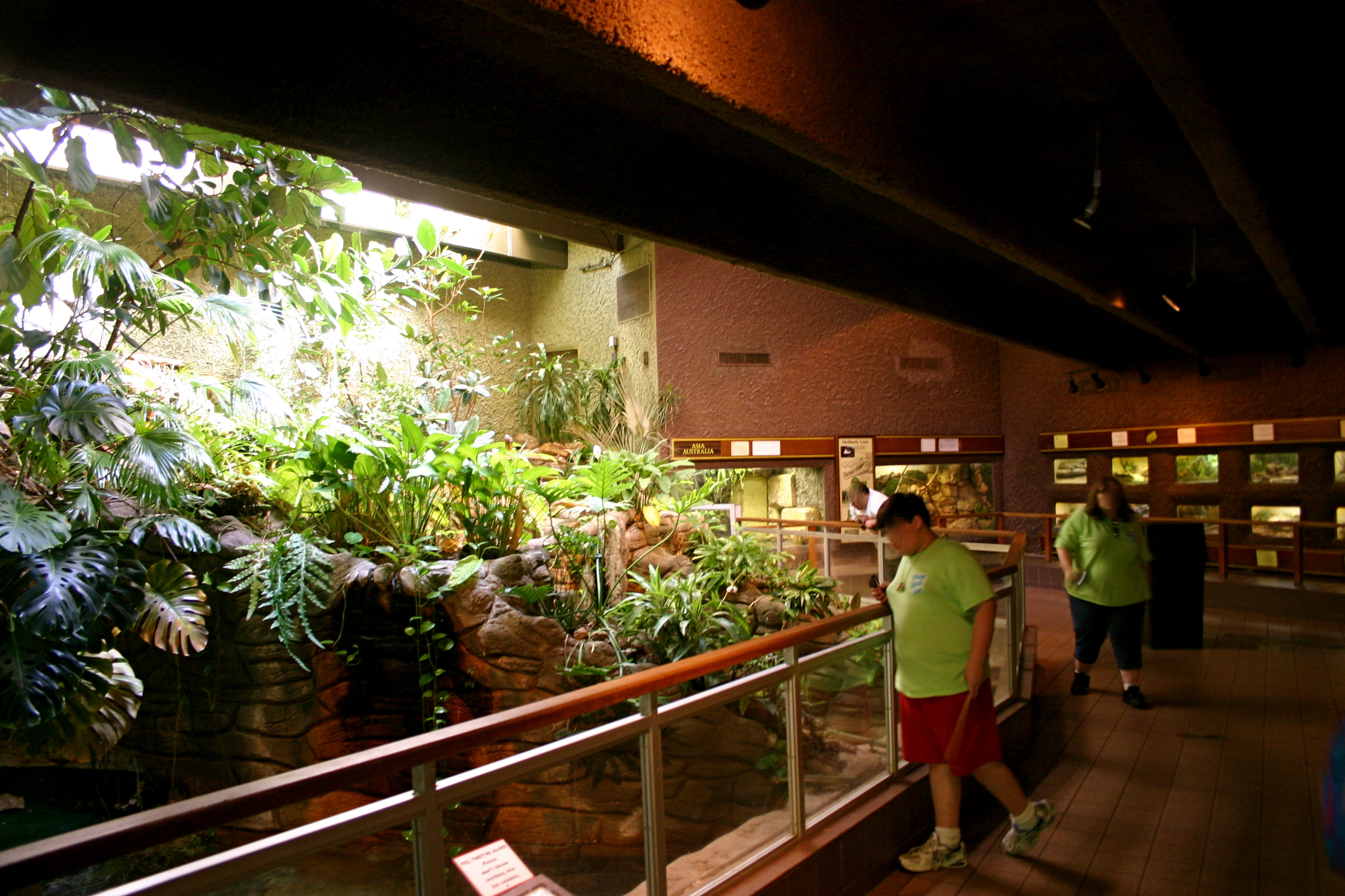
Herpetarium
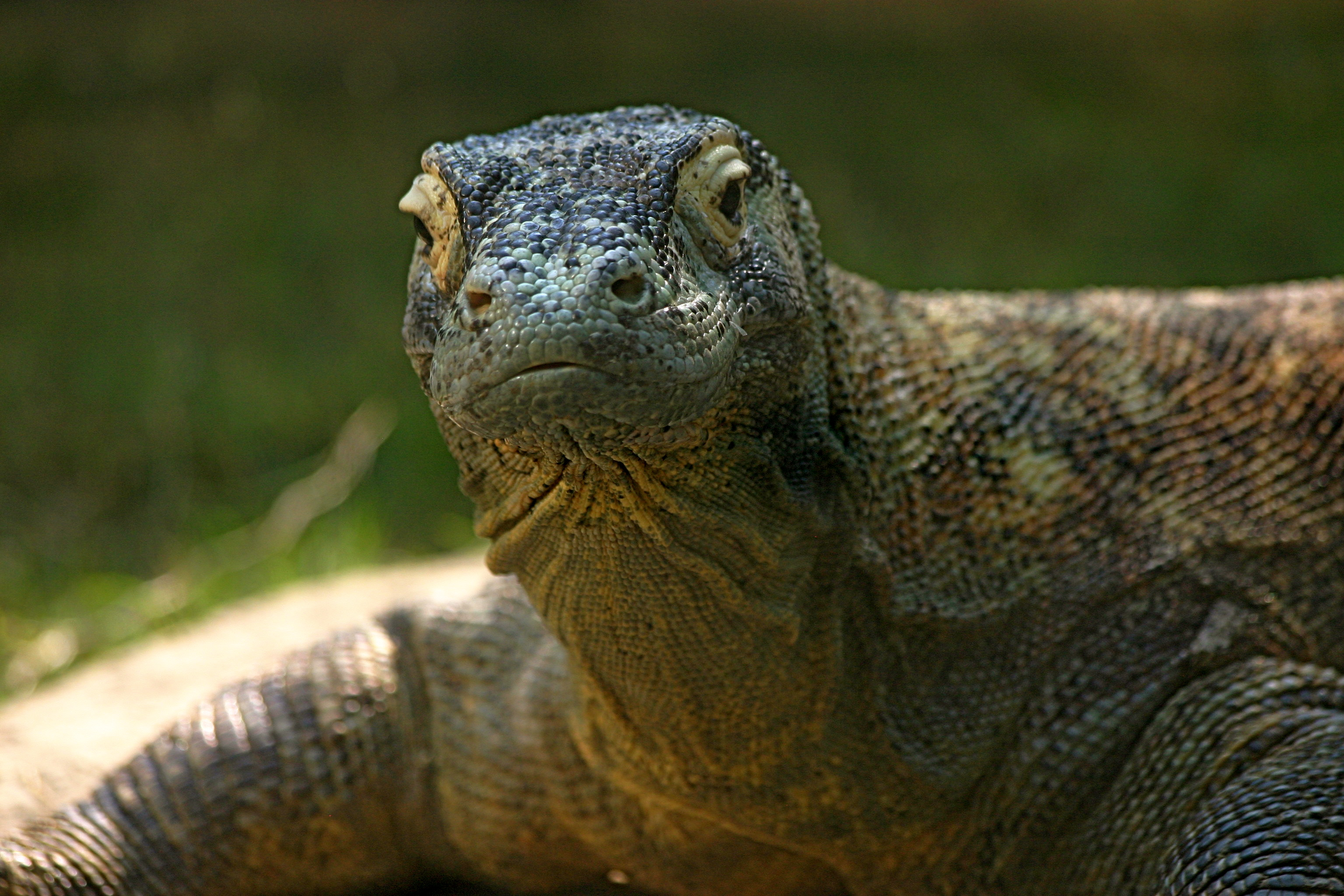
Komodowaran
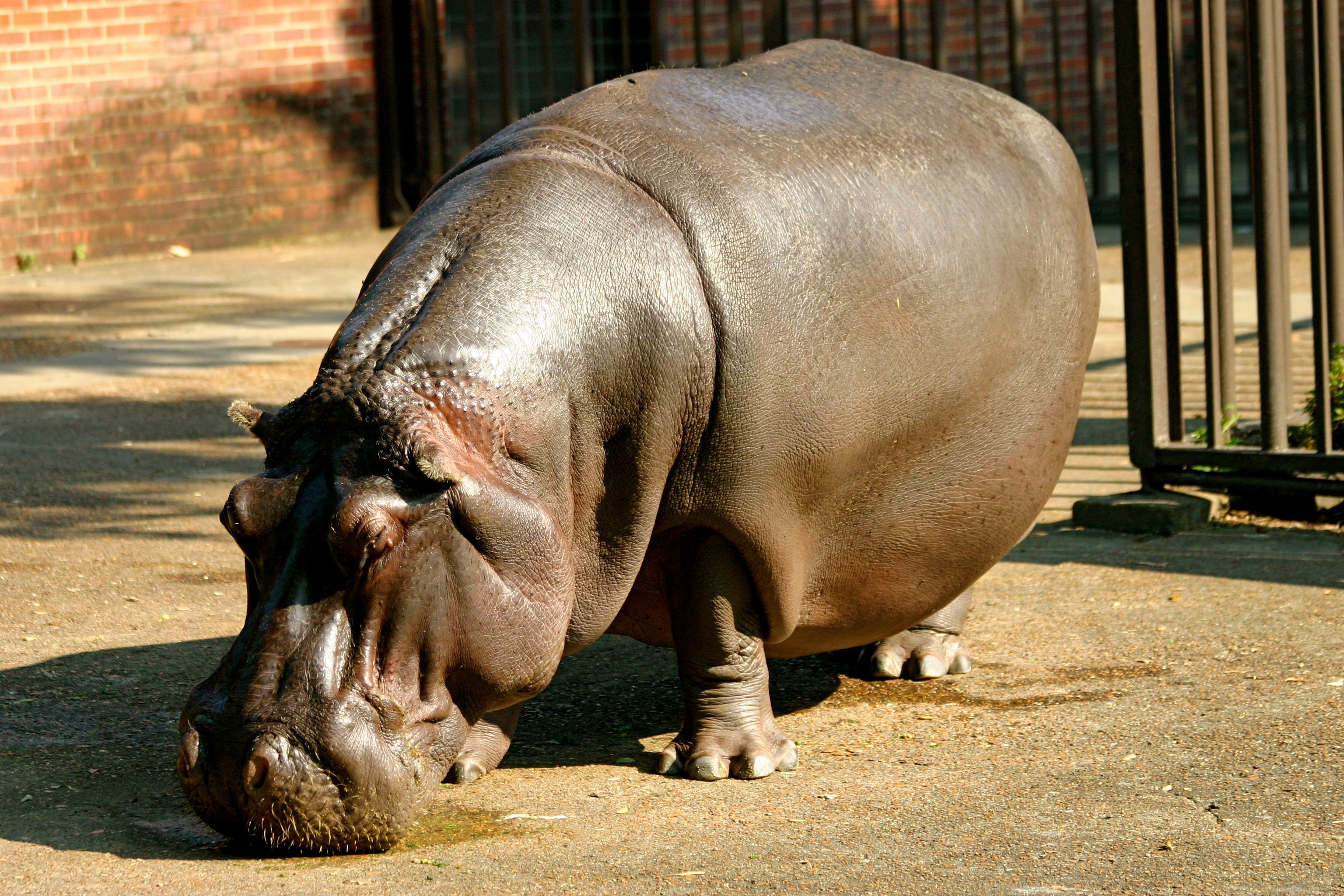
Flusspferd im Zambezi River Hippo Camp

## Trivia
Seit 2020 wird im Memphis Zoo ein „Zootoberfest“ gefeiert, das in Anlehnung an das Oktoberfest gestaltet wird.